# تسیاتوسیکا
تسیاتوسیکا (به لاتین: Tsiatosika) یک منطقهٔ مسکونی در ماداگاسکار است که در مننجری واقع شده‌است. تسیاتوسیکا ۱۹۵ کیلومتر مربع مساحت و ۲۴٬۰۰۰ نفر جمعیت دارد و ۲۰ متر بالاتر از سطح دریا واقع شده‌است.